# 高橋利弘
高橋 利弘（たかはし としひろ、1945年9月20日 - ）は、日本の外交官。国連公使などを経て、パラグアイ駐箚特命全権大使、ニュージーランド駐箚特命全権大使を務めた。

## 経歴・人物
1964年東京都立小石川高等学校卒業、1969年東京大学工学部都市工学科卒業、1970年外務省入省。同期に下荒地修二（駐ベネズエラ大使）、古屋昭彦（ウィーン代表部大使）など。アメリカ合衆国で研修を受けたのち在ビルマ日本国大使館二等書記官に就任。
OECD代表部一等書記官、在バングラデシュ大使館参事官を経て、外務省経済局国際エネルギー課長、大臣官房文書課長、同通信課長、外務研修所総括指導官、国際協力事業団企画評価部長、大臣官房審議官、国連代表部公使、EU代表部公使、リオデジャネイロ総領事、査察担当大使、駐パラグアイ特命全権大使などを歴任。
2007年駐ニュージーランド特命全権大使に就任。2010年兼轄するサモアのファウムイナ・ティアティア・リウガ資源・環境大臣との間で、3億円の環境プログラム無償資金協力「森林保全計画」に関する書簡の交換を行った。同年、シーシェパードのピーター・ベスーン元船長が海上保安庁の監視船第2昭南丸に不法侵入した事件につき、ニュージーランドのマレー・マカリー外務大臣「極めて遺憾だ。」との抗議を行った。
2010年退官。同年東京海上日動火災保険株式会社顧問。公益社団法人日・豪・ニュージーランド協会理事も務める。
2020年、瑞宝中綬章受章。

## 同期
- 西田恒夫（10年国連大使・07年駐カナダ大使・05年外務審議官（政務担当））
- 安藤裕康（11年国際交流基金理事長・08年駐伊大使）
- 原聰（08年関西担当大使・05年駐ポルトガル大使・01年駐ブルネイ大使）
- 大木正充（07年駐アゼルバイジャン兼グルジア大使・04年駐クウェート大使・駐イエメン大使）
- 小溝泰義（13年広島平和文化センター理事長・10年駐クウェート大使）
- 夏井重雄（08年駐カザフスタン大使）
- 河東哲夫（02年駐ウズベキスタン大使）
- 駒野欽一（10年駐イラン大使・06年駐エチオピア兼ジブチ大使・02年駐アフガニスタン大使）
- 石榑利光（11年駐スロベニア大使）
- 城守茂美（13年駐スロベニア大使）
- 柴崎二郎（10年駐ニカラグア大使）